# Pedro María de Anaya
Pedro Bernardino María Anaya född 16 juni, 1794, Huichapan,, Hidalgo och död 21 maj, 1854, Mexico City var mexikansk militär, politiker och landets president 2 gånger 1847,  och 1848.